# Battaglia di Mukden
La battaglia di Mukden (奉天会戦?, Hōten kaisen) venne combattuta tra il 21 febbraio e l'11 marzo 1905 nelle zone antistanti la cittadina di Mukden in Manciuria (oggi Shenyang, capitale della provincia cinese di Liaoning), nell'ambito dei più vasti eventi della guerra russo-giapponese: scontro decisivo sul piano terrestre di tutto il conflitto, la battaglia vide le armate giapponesi del maresciallo Ōyama Iwao assalire la linea difesa dai russi del generale Aleksej Nikolaevič Kuropatkin, riuscendo infine, al prezzo di duri combattimenti e molte perdite, ad obbligarla al ripiegamento e all'abbandono di tutta la Manciuria meridionale.

## Antefatti
Dopo la sconfitta patita nella battaglia di Liaoyang (24 agosto - 4 settembre 1904), le forze russe del generale Kuropatkin ripiegarono a nord, verso la Manciuria centrale, attestandosi lungo il fiume Sha Ho a sud della città di Mukden, importante nodo ferroviario della regione; nell'ottobre del 1904 e poi ancora nel gennaio del 1905 le truppe russe lanciarono due vaste controffensive contro i giapponesi, conclusesi però con altrettante sconfitte nelle battaglie di Shaho e di Sandepu. La vittoriosa conclusione dell'assedio di Port Arthur il 2 gennaio 1905 consentì al maresciallo Oyama di raggruppare le sue forze per muovere a nord e cercare lo scontro decisivo con Kuropatkin; il comandante in capo giapponese era del resto oggetto di forti pressioni da parte del governo di Tokyo perché ottenesse al più presto un successo risolutivo del conflitto: con un ultimo sforzo erano stati reclutati ed equipaggiati contingenti di forze fresche, riuniti nella 5ª Armata del generale Kawamura Kageaki, ma le casse del governo nipponico erano ormai vuote mentre l'unico suo alleato importante, il Regno Unito, mostrava sempre più insofferenza per l'espansionismo giapponese in Asia.
Per il febbraio del 1905 entrambi i contendenti presero ad ammassare truppe nei pressi di Mukden. Kuropatkin riorganizzò le sue forze in tre armate, attestandole lungo una linea di trincee e fortificazioni lunga 75 chilometri a sud dell'abitato di Mukden, a cavallo della ferrovia: a destra, appoggiata al terreno paludoso del corso del fiume Hun, vi era la Seconda Armata di Manciuria del generale Aleksandr Kaulbars, al centro la Terza Armata di Manciuria del generale Aleksandr von Bilderling e a sinistra, agganciata alle montagne dell'alta valle dello Hun, la Prima Armata di Manciuria del generale Nikolaj Linevič, con in riserva una formazione soprattutto di cavalleria sotto il generale Paul von Rennenkampf; in totale i russi ammassavano 350 000 soldati con 1 200 cannoni pesanti e 250 medi.
Dal lato giapponese, Oyama schierò a est della linea ferroviaria e davanti al centro e alla sinistra dei russi la 1ª Armata del generale Kuroki Tamemoto e la 4ª Armata del generale Nozu Michitsura, mentre a ovest, davanti alla destra russa, mise la 2ª Armata di Oku Yasukata, con il compito di attaccare frontalmente i russi e tenerli impegnati; a est Oyama mise la ancora inesperta 5ª Armata di Kawamura, con il compito di simulare un aggiramento della sinistra russa attraverso il territorio montuoso della valle del fiume Hun, mentre la veterana 3ª Armata di Nogi Maresuke, tenuta dietro la 2ª Armata, avrebbe compiuto un avvolgimento della destra russa attraversando il corso paludoso dello stesso fiume Hun. In totale, Oyama poteva disporre di 315 000 soldati con 900 cannoni di grosso calibro e 170 pezzi medi.

## La battaglia

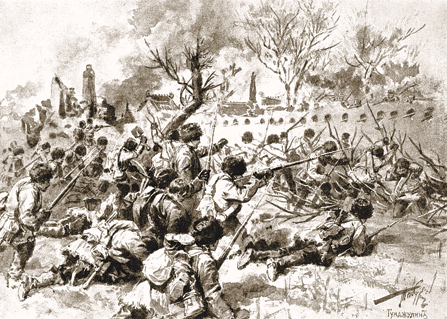
Truppe russe in combattimento in una stampa dell'epoca.

Dopo alcuni scontri preliminari tra il 19 e il 20 febbraio 1905, soprattutto sul fianco sinistro russo dove la 5ª Armata di Kawamura cercava di attirare l'attenzione del nemico, la battaglia prese concretamente avvio il 21 febbraio con un attacco generale delle forze di Oyama: mentre la 1ª, 4ª e 2ª Armata giapponese impegnavano frontalmente la linea nemica, Nogi e la sua 3ª Armata diedero il via alla manovra aggirante della parte destra della linea di Kuropatkin, venendo però inizialmente bloccata dalla dura resistenza dei russi attestati sulle alture di Ta-hing; la battaglia si frazionò in una serie di sanguinosi scontri di trincea, con rapide avanzate da una parte e dall'altra seguite da altrettanti rapidi ripiegamenti sotto le controffensive del nemico. La 2ª Armata di Oku si ritrovò a difendere una linea troppo estesa, ma l'indeciso Kuropatkin si fece sfuggire l'occasione di attaccarla sul fianco e aggirarla.
Gli scontri più sanguinosi si ebbero tra il 27 e il 28 febbraio, e fu in questo momento che si ebbe il punto di svolta della battaglia: preoccupato per la lenta ma costante avanzata delle truppe di Nogi, Kuropatkin inviò il grosso delle sue riserve a ovest, trascurando il centro e la sinistra del suo schieramento, che furono subito attaccati dalla 1ª Armata di Kuroki e dalla 5ª Armata di Kawamura. Dopo che due attacchi consecutivi erano andati a vuoto, Nogi riuscì infine a irrompere nelle difese russe per il 3 marzo, mettendo in crisi tutta l'ala destra dei russi; Kuropatkin spostò altre riserve in appoggio dell'armata di Kaulbars, ma questo non fece altro che agevolare il compito delle forze di Kuroki e Kawamura, che ributtarono indietro l'ala sinistra dei russi. Una controffensiva russa prevista per il 4 marzo fu annullata e Kuropatkin diede invece ordine di ripiegare su una seconda linea difensiva più a ridosso di Mukden.
L'8 marzo, nel bel mezzo di una tempesta di sabbia, i giapponesi ripresero i loro attacchi: le retroguardie russe furono incalzate dai reparti giapponesi, ma le tre armate di Kuropatkin riuscirono in un primo momento a portare a termine con successo il loro ripiegamento; per il 10 marzo, tuttavia, Kuropatkin, preoccupato per i problemi logistici e per la tenuta del morale delle sue truppe, ordinò un'ulteriore ritirata generale verso nord, alla volta di Tieling e Harbin: i giapponesi, esausti per la dura battaglia, non pressarono da vicino i reparti zaristi in ritirata, ma anche così diverse unità russe rimasero isolate dal grosso e furono prese prigioniere dai nipponici. L'11 marzo 1905 i giapponesi fecero il loro ingresso a Mukden, appena sgombrata dai russi, ponendo fine alla battaglia.

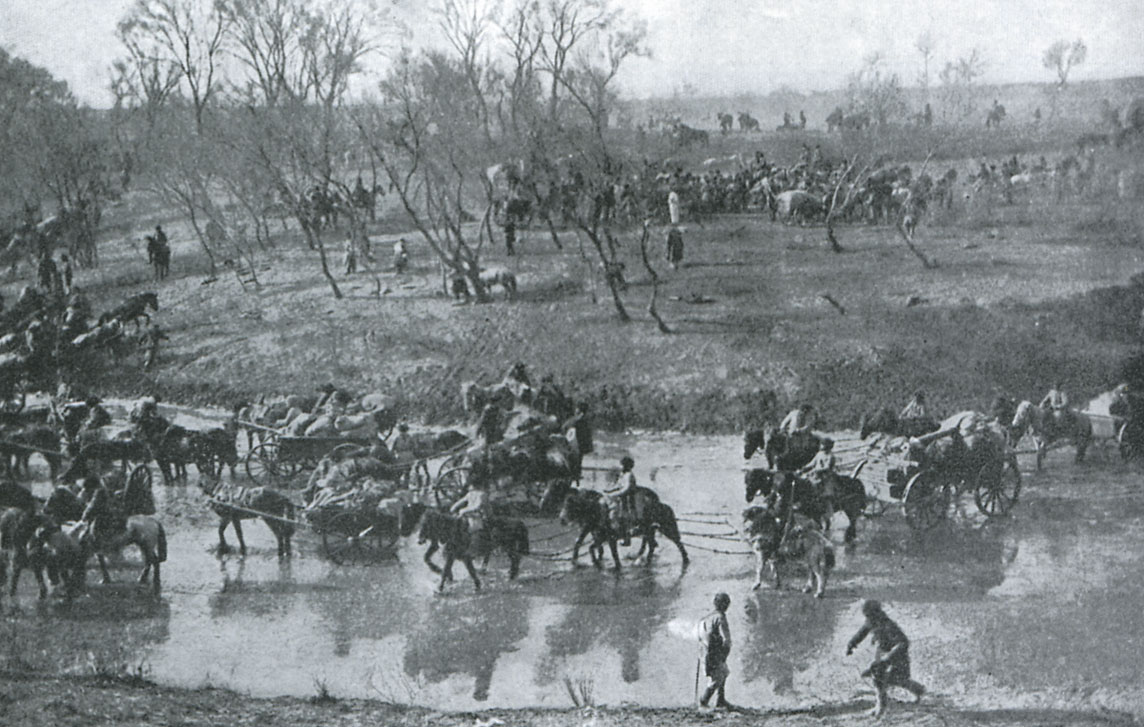
Soldati russi si ritirano al termine della battaglia.

## Conseguenze
Lo scontro era stato sanguinoso, un'anticipazione delle battaglie dell'imminente prima guerra mondiale: i russi ebbero 90 000 tra morti e feriti e circa 40 000 uomini presi prigionieri, mentre tra morti e feriti i giapponesi persero tra 40 000 e 50 000 soldati (le stime, sia per i giapponesi che per i russi, variano moltissimo). Benché l'armata russa fosse riuscita a sottrarsi all'annientamento, tutta la Manciuria meridionale dovette essere lasciata ai giapponesi, che ottennero così la vittoria decisiva tanto ricercata; il 28 maggio i nipponici ottennero poi un secondo decisivo successo nella battaglia navale di Tsushima, quando la flotta dell'ammiraglio Tōgō Heihachirō distrusse la squadra navale russa del Pacifico, disastro che spinse infine lo zar Nicola II di Russia ad aprire le trattative per una risoluzione del conflitto.
Con la Russia ormai in preda a moti rivoluzionari, il 5 settembre 1905 le due parti siglarono il trattato di Portsmouth, atto conclusivo della guerra russo-giapponese.

## Note

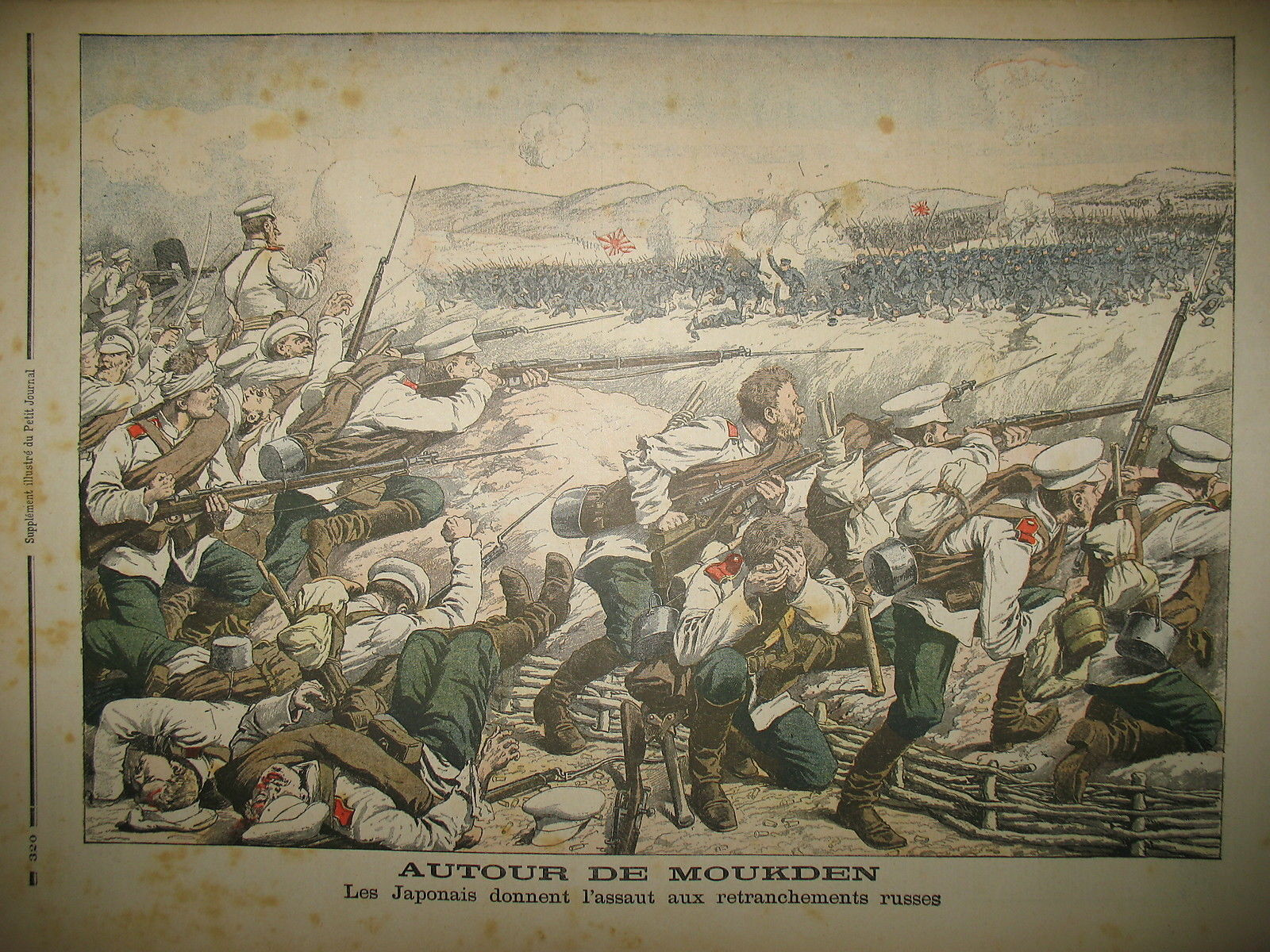
Battaglia di Mukden